# Campionati europei di atletica leggera 1946 - Staffetta 4×400 metri
La gara della staffetta 4×400 metri si tenne il 25 agosto 1946.

## Classifica
| Pos | Nazione        | Atleti                                                                 | Tempo  | Note |
| --- | -------------- | ---------------------------------------------------------------------- | ------ | ---- |
| 1   | Francia        | Bernard Santona Yves Cros Robert Chef d’Hôtel Jacques Lunis            | 3:14.4 |      |
| 2   | Regno Unito    | Ronald Ede Derek Pugh Bernard Elliott Bill Roberts                     | 3:14.5 |      |
| 3   | Svezia         | Folke Alnevik Stig Lindgård Sven-Erik Nolinge Tore Sten                | 3:15.0 |      |
| 4   | Danimarca      | Herluf Christensen Knud Greenfort Gunnar Bergsten Niels Holst-Sørensen | 3:15.4 |      |
| 5   | Svizzera       | Werner Rugel Werner Christen Karl Volkmer Oskar Hardmeier              | 3:20.8 |      |
| 6   | Cecoslovacchia | Vlastimil Holeček Tomáš Šalé Jiří David Leopold Láznička               | 3:33.6 |      |